# Nicoletta di Châtillon
Nicoletta di Châtillon, in francese Nicole de Châtillon (1424 circa – 3 gennaio 1480), è stata una nobile francese.
Era figlia di Carlo di Châtillon, signore di Avaugour, e di Isabella di Vivonne.
Fu viscontessa di Limoges e contessa di Penthièvre dal 1454 al 1479, succedendo allo zio Jean de Châtillon, detto Jean de L'Aigle.
Ricevette la successione dei suoi due zii ed il 3 gennaio 1480 vendette per 50.000 livres i suoi diritti sulla Bretagna a Luigi XI.
Il 18 giugno 1437 sposò Jean II de Brosse e da lui ebbe:
- Giovanni III, (†1502)
- Antonio, che sposò nel 1502 Jeanne de La Praye
- Paolina, andata sposa il 30 agosto 1471, nel castello di Boussac, a Giovanni II di Nevers, duca del Brabante
- Claudina, andata sposa l'11 novembre 1485 a Moulins a Filippo II, duca di Savoia
- Bernardina, andata sposa il 6 gennaio 1474 a Guglielmo VIII, marchese del Monferrato
- Elena, andata sposa nel 1483 a Bonifacio III, marchese del Monferrato